# Nils Arne Eggen
Nils Arne Eggen (* 17. September 1941 in Orkdal; † 19. Januar 2022) war ein norwegischer Fußballspieler und -trainer. Mit Rosenborg BK gewann er als Spieler zwei- und als Trainer dreizehnmal den norwegischen Meistertitel.

## Laufbahn
Eggen begann mit dem Fußballspielen beim örtlichen Sportklub Orkdal IL. Nachdem er bereits im Alter von 15 Jahren in der Mannschaft debütiert hatte, bemerkte man bei Rosenborg BK sein Talent und verpflichtete den Nachwuchsspieler. Mit dem Klub stieg er 1960 in die Erstklassigkeit auf und etablierte sich als Stammspieler in der Abwehr. Im Anschluss an einen berufsbedingten Umzug nach Oslo wechselte er 1963 den Verein und schloss sich dem Hauptstadtklub Vålerenga IF an. Bei seinem neuen Klub entwickelte er sich zum Nationalspieler und gehörte 1965 zu den Stützen der Mannschaft um Per Knudsen und Einar Bruno Larsen, die die nationale Meisterschaft gewann.
1966 kehrte Eggen zum Rosenborg BK zurück, der nach einer kurzen Zeit in der zweiten Liga wieder aufgestiegen war. An der Seite von Harald Sunde und Odd Iversen war er Teil einer jungen Mannschaft, die den Liganeuling im vorderen Ligabereich etablierte. Mit drei Punkten Vorsprung auf Skeid Oslo gewann der Klub als Aufsteiger erstmals den Meistertitel. Trotz eines zweiten Platzes im folgenden Jahr erhielt er die noch inoffizielle Auszeichnung eines Fußballer des Jahres. 1969 führte er den Klub erneut zum Gewinn der Meisterschaft, im Anschluss beendete er jedoch seine aktive Laufbahn.
Vor Beginn der Spielzeit 1971 beerbte Eggen den Engländer George Curtis, unter dessen Leitung er 1969 noch auf dem Feld gestanden hatte, als Trainer von Rosenborg BK und leitete gemeinsam mit Tor Røste Fossen das Training des Klubs aus Trondheim. Auf Anhieb stellte sich der Erfolg ein, bereits in seinem ersten Jahr gewann er das Double aus Meisterschaft und Landespokal. Daraufhin warb ihn der nationale Fußballverband ab. Als Assistenztrainer der norwegischen Nationalmannschaft unter Curtis war er für die U-21-Auswahl Norwegens hauptverantwortlich. 1974 beerbte er Curtis auch als Nationaltrainer.
1978 kehrte Eggen als Trainer zu Rosenborgs BK zurück und wurde von Tor Røste Fossen als Nationaltrainer beerbt. Den mittlerweile in die Zweitklassigkeit abgestiegenen Klub führte er zurück in die erste Liga. Dort etablierte er die Mannschaft, ohne jedoch an alter Erfolge anknüpfen zu können. Daher beendete er 1982 sein Engagement und wurde durch Tommy Cavanagh ersetzt. In der Folge war er als Trainer bei seinem Jugendverein Orkdal IL tätig, bis er 1986 den Zweitligisten Moss FK übernahm. Den Klub führte er zum Aufstieg und anschließend als Liganeuling zum norwegischen Meistertitel. Dennoch verließ er den Klub, um erneut Rosenborg BK zu übernehmen.
Eggen etablierte Rosenborg BK als dominierende Mannschaft Norwegens. Direkt in seiner ersten Spielzeit holte er mit der Mannschaft erneut das Double. Diesen Erfolg wiederholte er nach der Vizemeisterschaft hinter Lillestrøm SK in den Spielzeiten 1990 und 1992. Mit dem dritten Meistertitel in Serie in der Spielzeit 1994 schloss der Klub mit seiner neunten Meisterschaft zum bisherigen Rekordmeister Fredrikstad FK auf. Auch in den folgenden Jahren schloss der Klub die Liga als Tabellenführer ab und hatte dabei deutliche, zweistellige Punktvorsprünge auf die Konkurrenz. Nach der fünften Meisterschaft in Folge beendete er 1997 sein Engagement, kehrte jedoch nach einer Saison Pause, in der Trond Sollied den Klub zum Meistertitel geführt hatte, zurück und gewann in den vier Jahren bis 2002 jeweils die Meisterschaft. Anschließend rückte er ins Management des Vereins, verließ aber 2005 den Klub.
Im Mai 2010 kehrte Eggen erneut als Trainer zu Rosenborg BK zurück, da Erik Hamrén vom schwedischen Verband als Nationaltrainer verpflichtet worden war. 2011 verließ er den Klub wieder in Richtung Orkla FK; im Folgejahr verstarb sein ebenfalls als Fußballtrainer tätiger Sohn Knut Torbjørn Eggen in dessen Wohnung.
1997 gewann er die Wahl zu Norwegens Sportler des Jahres.
Eggen starb am 19. Januar 2022 im Alter von 80 Jahren nach längeren gesundheitlichen Problemen.